# Isabel Derungs
Isabel Derungs (ur. 17 lipca 1987 w Zurychu) – szwajcarska snowboardzistka, specjalizująca się w konkurencjach slopestyle i Big Air. W 2013 roku wystartowała na mistrzostwach świata w Stoneham, gdzie zajęła siódme miejsce w slopestyle'u. Najlepszy wynik w Pucharze Świata zanotowała w sezonie 2018/2019, kiedy to zajęła 15. miejsce w klasyfikacji generalnej (AFU) oraz trzecie w klasyfikacji slopestyle'u. Wystartowała na igrzyskach olimpijskich w 2014 oraz 2018 roku. Najlepszy wynik osiągnęła w Soczi, gdzie zajęła 8. miejsce w slopystyle'u.

## Osiągnięcia

### Igrzyska olimpijskie
| Miejsce | Dzień     | Rok  | Miejscowość | Konkurencja | Zwyciężczyni   |
| ------- | --------- | ---- | ----------- | ----------- | -------------- |
| 8.      | 9 lutego  | 2014 | Soczi       | Slopestyle  | Jamie Anderson |
| 18.     | 12 lutego | 2018 | Pjongczang  | Slopestyle  | Jamie Anderson |
| 22.     | 22 lutego | 2018 | Pjongczang  | Big air     | Anna Gasser    |

### Mistrzostwa świata
| Miejsce | Dzień       | Rok  | Miejscowość   | Konkurencja | Zwycięzca            |
| ------- | ----------- | ---- | ------------- | ----------- | -------------------- |
| 7.      | 18 stycznia | 2013 | Stoneham      | Slopestyle  | Spencer O’Brien      |
| 5.      | 11 marca    | 2017 | Sierra Nevada | Slopestyle  | Laurie Blouin        |
| 16.     | 17 marca    | 2017 | Sierra Nevada | Big air     | Anna Gasser          |
| 12.     | 9 lutego    | 2019 | Park City     | Slopestyle  | Zoi Sadowski-Synnott |

### Puchar Świata

#### Miejsca w klasyfikacji generalnej
- sezon 2012/2013: 29.
- sezon 2013/2014: 27.
- sezon 2015/2016: 47.
- sezon 2016/2017: 20.
- sezon 2017/2018: 45.
- sezon 2018/2019: 15.

#### Miejsca na podium w zawodach
1. Copper Mountain – 11 stycznia 2013 (slopestyle) - 3. miejsce
2. Copper Mountain – 22 grudnia 2013 (slopestyle) - 2. miejsce
3. Seiser Alm – 26 stycznia 2019 (slopestyle) - 1. miejsce